# Куницкий, Ростислав Владимирович
Ростислав Владимирович Куницкий (1890—1975) — советский учёный в области астрометрии, авиационной и звёздной астрономии; доктор физико-математических наук, профессор.

## Биография
Родился 15 (27) декабря 1890 года в Санкт-Петербурге, в дворянской семье надворного советника Владимира Николаевича Куницкого (1857—1916); мать — Мария Александровна (1870—1945); старшая сестра Татьяна (1888—1966).
Увлекался химией и, обучаясь в Иваново-Вознесенском реальном училище, имел свою химическую лабораторию и был ассистентом преподавателя химии; также он был членом редакционной коллегии училищного журнала «Труды юношества» (1905—1906). Но на выбор профессии решающим образом повлияла книга Германа Йозефа Клейна «Астрономические вечера» (СПб.: издательство «Знание», 1900), прочитав которую Куницкий занялся наблюдением переменных звёзд; делал зарисовки солнечных пятен. В 1908 году он поступил на физико-математический факультет Императорского Санкт-Петербургского университета. Во время учёбы он был одним из руководителей университетского астрономического кружка; профессор А. А. Иванов поручил ему предвычисление кольцеобразного солнечного затмения 1912 года и руководство астрометрическими работами университетской экспедиции в районе Новгорода.
Во время Гражданской войны он служил в РККА, был помощником командира артиллерийской батареи; осенью 1917 года был избран председателем батарейного комитета, членом дивизионного комитета и членом Совета солдатских депутатов Киевского военного округа.
После демобилизации, с 1923 года, он работал Главной астрофизической обсерватории и преподавателем астрономии в средней школе.
В 1926 году Куницкий обнаружил, что скорость Солнца по отношению к ближайшим звёздам (в радиусе 50 парсек) заметно отличается от общепринятого «стандартного» её значения. С 1929 года он занимался работами, посвящёнными функции светимости звёзд и распределению звёздной плотности; изучал тёмные туманности. Куницкий впервые доказал, что в Галактике существует удлиненное звёздное скопление, свидетельствующее в пользу спиральной структуры Галактики. В 1938 году он был удостоен учёной степени доктора физико-математических наук без защиты диссертации. Впоследствии ему было присвоено учёное звание профессора. Активно участвовал  в работе Всесоюзного астрономо-геодезического общества (ВАГО) при Академии наук СССР; с 1934 года был членом Президиума 
Одним из основных направлений научной деятельности Куницкого была работа в области практической и авиационной астрономии. В 1935—1938 годах он руководил астрономической подготовкой трансарктических и других рекордных по дальности перелётов. В процессе выполнения этих работ он усовершенствовал весьма трудоёмкие методы вычисления.
С 19 января 1940 года, будучи призванным на офицерскую службу, Р. В. Куницкий преподавал в Военной академии командного и штурманского состава ВВС Красной Армии в Монино (ныне — Военно-воздушная академия имени профессора Н. Е. Жуковского и Ю. А. Гагарина).
Во время войны, с мая 1943 года он был помощником главного штурмана по астроориентировке авиации дальнего действия, затем — помощником главного штурмана по астронавигации 18-й воздушной армии; с 1944 года — член ВКП(б)/КПСС. В конце войны, Куницкий был прикомандирован к штабу 81-й авиационной дивизии авиации дальнего действия. В отставку по возрасту он был уволен инженер-полковником 3 ноября 1956 года.
С сентября 1957 года и до 1967 года был заведующим кафедрой астрономии Московского государственного педагогического института имени В. И. Ленина. Также преподавал в МГУ, Ивановском педагогическом институте и в Монинской военной академии.
Скончался 31 октября 1975 года. Похоронен на Ваганьковском кладбище (уч. № 10), рядом с родителями, супругой и сестрой.

## Награды
- орден Отечественной войны I-й степени (29 ноября 1943)
- два ордена Красного Знамени (16 мая 1945; 30 декабря 1956)
- орден Красной Звезды (17 мая 1951)
- медаль «За боевые заслуги» (5 ноября 1946)
- медаль «За победу над Германией в Великой Отечественной войне 1941—1945 гг.» (18 августа 1945)
- медаль «За оборону Москвы» (01 мая 1944)
- медаль «За отвагу»